# Petaling Jaya (Sungai Gelam)
Petaling Jaya is een bestuurslaag in het regentschap Muaro Jambi van de provincie Jambi, Indonesië. Petaling Jaya telt 3580 inwoners (volkstelling 2010).